# Tekle Haymanot II.
Tekle Haymanot II. (äthiop. ተክለ ሃይማኖት, „Gewächs des Glaubens“, Thronname Admas Sagad III. አድማስ ሰገድ, „vor dem sich der Horizont verneigt“) (* 1754; † 7. September 1777) war vom 18. Oktober 1769 bis zum 13. April 1777 Negus Negest (Kaiser) von Äthiopien sowie ein Mitglied der Solomonischen Dynastie. Er war der Sohn von Johannes II. und Woizero Sancheviyar im kaiserlichen Gefängnis auf Wehni.
Tekle Haymanot wurde im Alter von 15 Jahren Kaiser, nachdem Johannes II. durch Ras Mikael Sehul ermordet worden war. Er war vornehmlich eine Repräsentationsfigur des bejahrten Kriegsherrn aus Tigray. Für kurze Zeit musste er 1770 die Krone an Sissinios II. abtreten, der durch drei Generäle Ras Mikaels auf den Thron befördert wurde. Als der Ras am 23. Dezember desselben Jahres in die Hauptstadt Gonder zurückkehrte, konnte er jedoch seine Position wiedererlangen.
Nach dem Einmarsch in die Stadt ließ Mikael Sehul sogleich eine fahrende Schauspieltruppe abschlachten, die eine Satire über ihn aufgeführt hatte. Einige vormalige Aufständische, die übergelaufen waren, übergaben ihm mehrere Gefangene, darunter den Abuna Abba Salama. Nach einem Schauprozess ließ Mikael Sehul sie auf brutale Weise hinrichten. In den darauf folgenden Tagen rächte sich Mikael Sehul an all denen, die sich ihm widersetzt hatten. Der schottische Entdecker James Bruce, der sich zu jener Zeit, von September 1769 bis November 1771 in Äthiopien aufhielt, schrieb dazu:

“Fifty-seven people died publicly by the hand of the executioner in the course of a few days; many disappeared, and were either murdered privately, or sent to prisons, no one knew where. The bodies of those killed by the sword were hewn to pieces and scattered about the streets, being denied burial. I was miserable, and almost driven to despair, at seeing my hunting dogs, twice let loose by the carelessness of my servants, bringing into the courtyard the head and arms of slaughtered men … the quantity of carrion, and the stench of it, brought down the hyaenas in hundreds from the neighbouring mountains; and, as few people in Gondar go out after dark, they enjoyed the streets to themselves, and seemed ready to dispute the possession of the city with the inhabitants.”

„57 Menschen starben innerhalb weniger Tage öffentlich durch die Hände der Henker, viele verschwanden und wurden entweder im Geheimen ermordet oder in Gefängnisse geschickt; niemand wusste wohin. Jene die durch das Schwert starben wurden in Stücke gehackt und auf den Straßen verstreut. Ein Begräbnis wurde ihnen verwehrt. Ich fühlte mich elend und verzweifelte nahezu, als ich mit ansehen musste, wie meine Jagdhunde, die aufgrund der Sorglosigkeit meiner Diener zweimal freiliefen, in den Hof einen Kopf und die Arme abgeschlachteter Männer zurückbrachten … die Menge an Aas und der Gestank davon, lockte die Hyänen zu hunderten aus den benachbarten Bergen heran. Da nur wenige Menschen in Gonder nach Einbruch der Dunkelheit das Haus verließen, hatten sie die Straßen für sich allein, und es schien als stritten sie mit den Bewohnern um die Besitztümer der Stadt.“

Im Mai des folgenden Jahres unterlag Ras Mikael Sehul in drei Schlachten den Aufständischen in der Nähe von Sarbakusa und musste sich nach Gonder zurückziehen, wo er sich Wand Bewossen am 4. Juni 1771 geschlagen gab. Wand Bewossen ließ Mikael Sehul ein Jahr lang einsperren und schickte ihn anschließend zurück nach Tigray um seine letzten Jahre als Gouverneur dieser Provinz zu beenden. Als Ergebnis dessen, übernahm Ras Gusho die Rolle Mikaels als eigentlicher Machthaber hinter dem Thron. Als Tekle Haymanot, der zusammen mit Ras Mikael Sehul 1771 in Dagola gefangen genommen war, versuchte seine Unabhängigkeit zur Geltung zu bringen, wurde er durch Wand Bewossen gezwungen zurückzutreten. Durch die ständigen Machtkämpfe mit seinen Gouverneuren ermüdet, wandte er sich am 13. April 1777 vom Thron ab. Er lebte im Exil in Waldeba, wo er wenige Monate später starb.
Trotz der politischen Unruhen, florierten Kunst und Wissenschaft in Gonder. Richard Pankhurst quittiert den Bau von sieben Kirchen innerhalb oder in der Nähe der Stadt während seiner Herrschaft. Die bedeutendste darunter ist Baeta Maryam, von 1775, die ursprünglich ein großes Bronzekreuz auf ihrem Dach hatte, welches über der gesamten Stadt Gonder hoch aufragte. Die übrigen Kirchen sind Qeddus Qirqos (St. Cyriacus geweiht), Qeddus Peros Pawlos (Hlgn. Peter und Paul), Ferta Ledata („Geburt Maria“) in Ferta, Walda Nagwadgwad Yohannes (St. Johannes der Evangelist), Abageale Tekle Haymanot (St. Tekle Haymanot), und Debre Tebab („Berg des Wissens“).

## Belege
1. ↑  zitiert in E. A. Walis Budge: A History of Ethiopia: Nubia and Abyssinia. Anthropological Publications, Oosterhout (Niederlande) 1970 [1928], S. 473. Bruces Bericht ist ein wichtiges Zeitzeugendokument zur Herrschaft Tekle Haymanots.
2. ↑  Richard Pankhurst: History of Ethiopian Towns. Franz Steiner Verlag, Wiesbaden 1982, S. 178 f.

| Vorgänger    | Amt                            | Nachfolger  |
| ------------ | ------------------------------ | ----------- |
| Johannes II. | Kaiser von Äthiopien 1769–1777 | Salomon II. |

| Personendaten    | Personendaten                       |
| ---------------- | ----------------------------------- |
| NAME             | Tekle Haymanot II.                  |
| ALTERNATIVNAMEN  | Admas Sagad III. (Thronname)        |
| KURZBESCHREIBUNG | Negus Negest (Kaiser) von Äthiopien |
| GEBURTSDATUM     | 1754                                |
| STERBEDATUM      | 7. September 1777                   |